# HMS Newcastle (C76)
Pour les autres navires du même nom, voir HMS Newcastle.
Le HMS Newcastle est un croiseur léger de classe Town en service dans la Royal Navy pendant la Seconde Guerre mondiale et la guerre de Corée.

## Historique
Au déclenchement de la guerre, le navire est en réparation. Il rejoint ensuite le 2e escadron de croiseurs de la Home Fleet à la mi-septembre 1939, assurant la protection des navires marchands dans les approches occidentales, avant de prendre part aux patrouilles nordiques.
Au début de la bataille de l'Atlantique, le Newcastle engage et endommage gravement deux destroyers allemands au large de Brest. Il établira un record pendant cette période en restant en mer pendant 126 jours sans interruption.
Le 23 novembre 1939, le Newcastle localise les croiseurs de bataille allemands Scharnhorst et Gneisenau, mais ceux-ci s'échappent par mauvais temps avant l'arrivée de renforts.
Le 27 novembre 1940, le Newcastle prend part à la bataille indécise contre les italiens au large de Teulada. Après avoir opéré contre les forceurs de blocus dans l'Atlantique Sud, le navire est envoyé à l'Est puis redéployé en Méditerranée dans le cadre de l'opération Vigorous (escorte de convoi) d'Alexandrie à Malte en juin 1942. Quatre jours après, il est torpillé par le Schnellboot allemand S-56, endommageant sa proue. L'équipage parvient à le maintenir à flot et rentrer à Alexandrie à une vitesse de 4 nœuds (7,4 km/h). Il est partiellement réparé à Alexandrie où des installations sont érigées pour ses réparations, avant de rejoindre le chantier naval de New York, où il est réparé à partir d'octobre 1942. 
Il appareille ensuite de New York pour Plymouth, avant de rejoindre l'Eastern Fleet à Ceylan, où il est navire amiral du 4e escadron de croiseurs. Lors de son service opérationnel pendant la guerre du Pacifique, le Newcastle participe aux bombardements de nombreuses îles tenues par les Japonais, soutenant également la 14e armée britannique pendant la campagne de Birmanie.

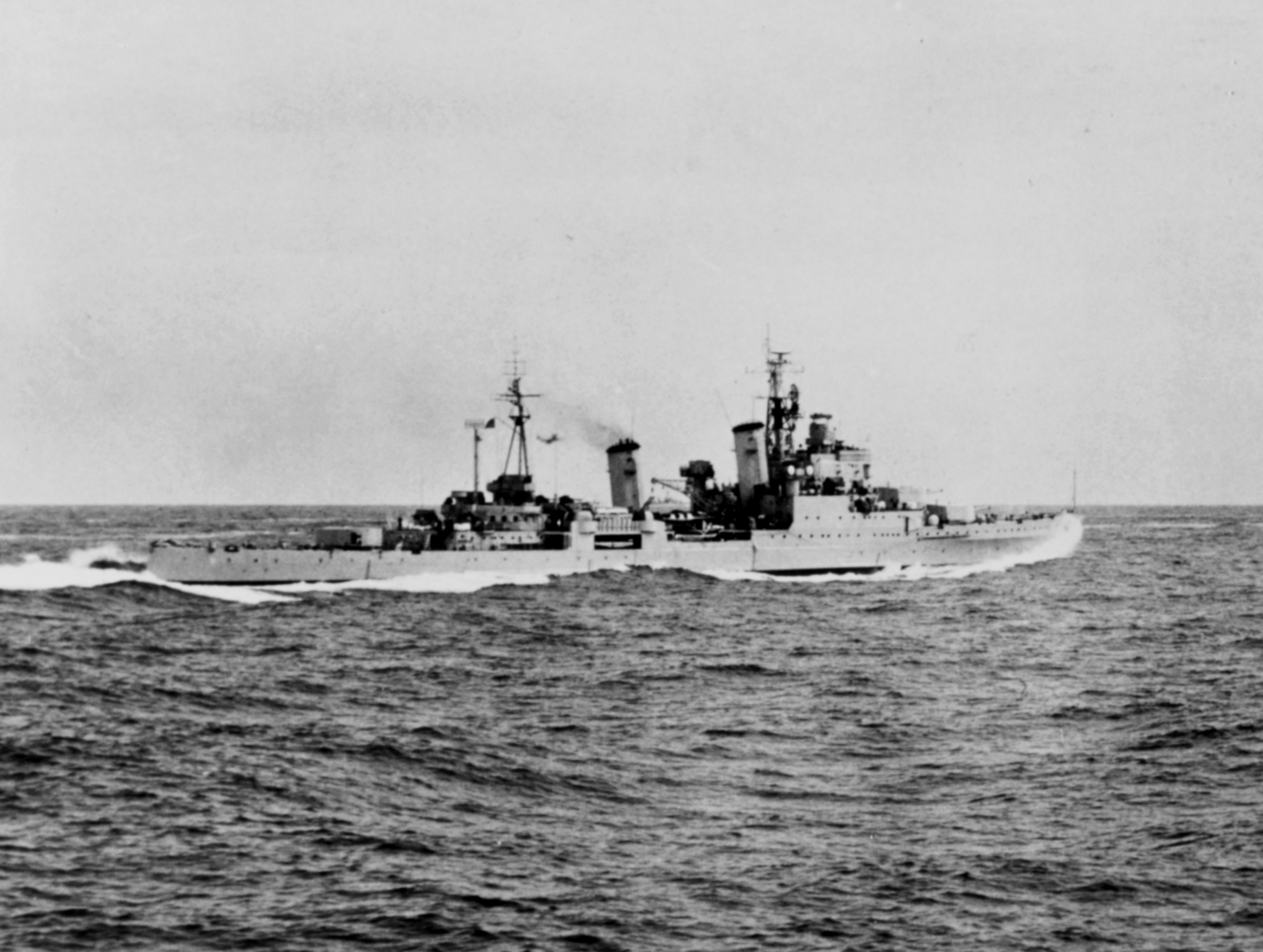
Le Newcastle au large de la Corée le 3 mars 1954.

Après la guerre, le croiseur est modernisé en 1951-1952, comprenant un nouveau pont, un nouvel armement AA et un radar type 275. Il participe ensuite à la guerre de Corée, agissant comme navire amiral et fournissant un appui de tir naval aux forces de l'ONU. Dans les années 1950, le Newcastle prend part à des opérations lors de l'insurrection communiste malaise.
Le Newcastle est retiré du service et vendu pour la démolition en 1959, avant d'être démantelé à Faslane.